# 永島太郎
永島 太郎（ながしま たろう、1974年1月28日 -）は、地方競馬の兵庫県競馬組合・園田競馬場住吉朝男厩舎に所属していた元騎手で現在は調教師。京都府出身。
次女は日本中央競馬会（JRA）所属の騎手である永島まなみ。

## 来歴
父が競馬好きで、京都競馬場に連れていってもらった時に目の前を走っていく馬と騎手を見て騎手を志した。中学3年の時にJRAの競馬学校を受験したが、2次試験で体重オーバーで不合格となった。
地方競馬の道に進み、園田競馬場の緒方勝厩舎所属としてデビュー。1991年4月29日、それまで63戦未勝利の人気薄エルテンリュウで初騎乗・初勝利。「人気もなかったので、気楽というか、ただ後ろをずーっとついていったら、いつの間にか先頭に立っていたんですよ。勝っちゃった、という感じでしたね」と語っている。同年23勝を挙げ新人賞を獲得。
1992年8月9日、第7回全日本新人王争覇戦出場（10人中7位）。
1995年11月8日、姫山菊花賞をニシノジャパンで勝利し重賞初制覇。
デビュー6年目の1996年に初めて100勝を達成（138勝）。1997年、地方競馬通算500勝達成。小牧太、岩田康誠に次ぐ兵庫リーディング3番手として活躍した時期もあった。
1999年1月2日、正月開催の最初のレースの返し馬で、暴れてぶつかってきた馬と自分の馬の間に左脚がはさまり足の指を5本とも折る大怪我を負い4ヶ月離脱。馬のあばら骨も折れるほどの大事故で、同年は67勝に終わった。
2001年12月9日、阪神競馬第9競走千両賞でバンバーイヤーに騎乗し、中央競馬初騎乗（11頭立て7着）。
2002年、緒方勝調教師引退に伴い森澤憲一郎厩舎に所属変更。
2003年、地方競馬通算1000勝達成。
2007年1月1日付けで森澤憲一郎厩舎から鴨林毅厩舎に所属変更。
2008年3月4日付けで鴨林毅厩舎から曾和直榮厩舎に所属変更。
2009年7月11日から9月13日までホッカイドウ競馬で期間限定騎乗を行った。期間中の所属は米川昇厩舎。
2010年9月29日住吉朝男厩舎に所属変更。
2012年のインタビューで、思い出に残っている馬としてアラブ時代の馬ノースタイガー（1998年兵庫大賞典などを制覇）を挙げている。「今もたくさんいい馬に乗せてもらっていますが、あの馬の背中の感触を超える馬はまだいません。」と語っている。
2018年7月10日から9月13日までホッカイドウ競馬で期間限定騎乗を行った。期間中の所属は桧森邦夫厩舎。同年8月8日門別競馬第10競走JA共済3Qカップをゴッドパイレーツで優勝し、地方競馬通算2000勝達成。
2019年7月11日、令和元年度第1回調教師免許試験に合格したことが地方競馬全国協会から発表された。
2020年2月1日付で、西脇馬事公苑にて厩舎を開業した。
娘が3人おり、次女である永島まなみは父の姿を見て小学5年生で乗馬を始め本格的に騎手を目指し、2015年にジョッキーベイビーズ関西地区予選に出場。2018年にJRA競馬学校騎手課程に37期生として入学し、女性としては15人目の競馬学校生となった。2021年2月に騎手免許試験に合格し、同年3月にデビューした。

## 主な騎乗馬
- ニシノジャパン（1995年姫山菊花賞）
- シリウスファースト（1996年園田金盃）
- ノースタイガー（1998年兵庫大賞典）
- シャインマンリー（2000年摂津盃）
- クインラマ（2000年全日本アラブクイーンカップ）
- エクスハリケーン（2000年園田金盃）
- マイネルエクソン（2003年園田金盃）
- キヌガササファイヤ（2004年園田ユースカップ）
- マヤノパワフル（2005年のじぎく賞）
- ニューシーストリー（2005年園田金盃、オータムカップ）
- モエレトレジャー（2008年摂津盃、姫山菊花賞）
- ディアースパークル（2008年菊水賞、コウノトリ賞）
- ホクセツサンデー（2011年園田金盃、2013年摂津盃）
- ダイナミックグロウ（2013年姫山菊花賞）
- ハルイチバン（2014年六甲盃）
- トランヴェール（2017年サマーカップ）
- マイコート（2018年サンライズカップ）

出典: